# Lokrum
Lokrum (italsky Lacroma) je chorvatský ostrov v Jaderském moři necelý kilometr jihovýchodně od Dubrovníku. Má rozlohu 0,7 km², je dlouhý 1,6 km, široký půl kilometru a má obvod přes pět kilometrů. V roce 1963 byl Lokrum vyhlášen přírodní rezervací.

## Historie
Ostrov byl ve středověku pojmenován Acrumen (z latinského acer = kyselý) podle místního ovoce agrumů. Roku 1023 byl arcibiskupem Vitalem založen benediktinský klášter sv. Marie, zrušený koncem 18. století. Podle pověsti se na Lokrumu zachránil při ztroskotání na své cestě ze Svaté země král Richard Lví srdce a jako výraz díků přispěl na stavbu Dubrovnické katedrály. Roku 1859 ostrov zakoupila arcivévodkyně Charlotta Belgická a s manželem Maxmiliánem si zde nechali postavit letní sídlo. V roce 1918 byl Lokrum připojen k Jugoslávii, volné chvíle zde trávil král Alexandr I. Karađorđević.

## Geografie
Ostrov je porostlý cypřišem, vavřínem, dubem cesmínovitým a borovicí halepskou, žije zde velké množství introdukovaných pávů. Nejvyšší bod leží 96 metrů nad mořem a stojí na něm zbytky pevnosti Fort Royal, postavené Napoleonovými vojáky. V jižní části Lokrumu se nachází slané jezírko Mrtvo more, využívané ke koupání. Charlottin novogotický zámek slouží jako muzeum s bohatými přírodopisnými sbírkami i pamětní síní dubrovnického polyhistora Ruđera Boškoviće. Nachází se zde také informační středisko, restaurace, botanická zahrada s blahovičníky, palmami a dalším exotickým rostlinstvem i kostelíky svatého Blažeje a Navštívení Panny Marie. Do přístavu Portoć na severovýchodním pobřeží jezdí pravidelně motorové čluny z Dubrovníka, na ostrově je však zakázáno přespávat a vzhledem k nedostatku vody také rozdělávat oheň, včetně kouření.